# Athanasios Aggelopoulos
Athanasios Aggelopoulos, in greco: Αθανάσιος Αγγελόπουλος (Katerini, 6 novembre 1939), è un teologo greco, fondatore e presidente onorario dell'Istituto per studi nazionali e religiosi (istituto Karipion).
Studiò alla Scuola di Teologia dell'Università di Atene e alla Scuola di Teologia dell'Università di Belgrado. Dal 1973 al 1981 fu istruttore di teologia alla Università Aristotele; nel 1982 divenne assistente professore e nel 1984, ordinario di Storia Ecclesiastica al Dipartimento di Teologia Pastorale della Università Aristotele di Salonicco. 
È fondatore e presidente onorario dell'Istituto per studi nazionali e religiosi - Karipion Melathro, che ha sede a Salonicco. Aggelopoulos è coorganizzatore, assieme alla casa editrice ateniese Greek National Line del programma Ellenismo ecumenico.
È stato insignito del titolo di Arconte Attuario della Santa Madre Chiesa della Grandezza di Cristo, dal Patriarcato ecumenico di Costantinopoli; del riconoscimento dell'Accademia di Atene, nel 1980; e con vari altri riconoscimenti e premi da Chiese, Stati e Istituti.
Aggelopoulos fu nominato in passato Segretario del Ministro greco dell'Istruzione e degli Affari Religiosi; ha lavorato come consulente del comitato degli affari Ortodossi del Parlamento greco.
Ha scritto molti libri su religione, storia della chiesa, e sulla chiesa ortodossa in particolare, e numerosissimi articoli gli sono stati pubblicati in riviste, giornali e quotidiani.
Avendo coltivato per molti anni un'amicizia personale con Iakovos, Arcivescovo Ortodosso dell'America, fu indicato come il responsabile per la raccolta razionale e la pubblicazione del carteggio inedito dell'anziano Arcivescovo. La pubblicazione è in via di svolgimento.